# Johann Andreas von Junck
Johann Andreas von Junck, Ioan. Andreas de Junck, Joannes Andreas de Junck; von Junk, von Jung (ur. 10 grudnia 1735 w Berlinie, zm. 5 grudnia 1789 w Falkenhagen (Mark)) – prawnik, wojskowy i dyplomata pruski.

## Życiorys
Syn Joachima Wilhelma i Catheriny Elisabeth. Uczęszczał do gimnazjum w Gdańsku (1751-). Studiował prawo na uniwersytecie w Jenie (1754-1758). W okresie wojny siedmioletniej, w stopniu majora, wziął udział w działaniach pułku gen. hrabiego Wilhelma Schaumburg-Lippe na Półwyspie Iberyjskim (1762). Następnie wstąpił do pruskiej służby zagranicznej. Był rezydentem Prus w Gdańsku (1765-1771). W 1778 opublikował we Frankfurcie nad Odrą zasady gramatyki jęz. portugalskiego (Portugiesische Grammatik. Nebst einigen Nachrichten von der portugiesischen Litteratur, und von Büchern, die über Portugall geschrieben sind. 2 vol. Frankfurt an der Oder, Strauß).